# اچ‌دی ۱۲۷۷۲۶
اچ‌دی ۱۲۷۷۲۶ یک ستاره است که در صورت فلکی گاوران قرار دارد.